# Abderos
Abderos – w mitologii greckiej syn Hermesa, wnuk Zeusa, zabity przez klacze Diomedesa.
Bohater ten pochodził z miasta Opuntu w Lokris. Był ukochanym towarzyszem Heraklesa, a być może nawet jego kochankiem. Niekiedy za brata Abderosa uznaje się Patroklosa
Abderos wyruszył wraz z Heraklesem, swym towarzyszem, gdy ten realizował ósmą pracę: uprowadzenie koni Diomedesa. Ten ostatni władał Bistonami w Tracji i znany był z hodowli klaczy (można natrafić też na wersję z ogierami), które karmił mięsem ludzkim. Przykute łańcuchami do żłobów z brązu zwierzęta nosiły imiona Podargos, Ksantos, Dejnos, Lampon. Wyprawa ukończyła się dla Abderosa nieszczęśliwie: został zjedzony przez konie, zanim jeszcze Herakles rzucił im do pożarcia samego króla Diomedesa. Otóż heros pokonał ludzi władcy strzegących klaczy, po czym wziął je we władanie. Miejscowi podjęli jednak próbę odzyskania zwierząt swego monarchy. Herakles ruszył z nimi walczyć, natenczas powierzając klacze młodziutkiemu jeszcze Abderosowi, podobno na wzniesieniu. Ten nie mógł zapanować nad klaczami, w rezultacie czego został przez nie stratowany. Heraklesowi udało się wygrać potyczkę i ponownie zdobyć konie, teraz już najedzone ciałem Abderosa. Po śmierci Diomedesa heros założył miasto, które ku pamięci chłopca nazwał Abderą. Klacze natomiast padły ofiarą dzikich zwierząt z gór Olimpu.
Robert Graves chciał widzieć w tym podaniu echo rozszarpywania przez kobiety, przebrane za konie, przedhelleńskiego władcy, a w późniejszych czasach, wleczenie go przywiązanego do ogonów czterech koni ciągnących rydwany. Próbował odwoływać się tutaj do podobnego zwyczaju babilońskiego, w którym króla na jeden dzień zastępować miał interrex, chłopiec, który po tym krótkim panowaniu ginął w zastępstwie władcy. Usiłował również powiązać mit z podbiciem Abdery przez Teos i zakazaniu tego zwyczaju, a nawet w ogóle wyścigu rydwanów na pogrzebach. Autor ten podał jeszcze inną wersję mitu, wedle której Abderos miałby służyć Diomedesowi lub też być synem Opiana Menojtiosa, przyjaciela Heraklesa, który założył Abderę w okolicy grobu Abderosa.